# Championnat du monde de snooker 1934
Navigation
Édition précédente Édition suivante
Le Championnat du monde de snooker 1934 est la huitième édition du tournoi qui a eu lieu au Lounge Hall de Nottingham.
Il n'y a eu que deux participants à cette édition. Tom Newman a donc rejoint directement en finale le tenant du titre, Joe Davis, qui l'a battu par 25-23,.

## Tableau
|  | Finale Au meilleur des 49 frames |            |    |
|  |                                  |            |    |
|  | Drapeau de l'Angleterre          | Joe Davis  | 25 |
|  | Drapeau de l'Angleterre          | Tom Newman | 23 |